# Sergeja Stefanišin
Sergeja Stefanišin, slovenska rokometašica, * 19. september 1974, Ljubljana.
Igra za RK Krim in Slovensko žensko rokometno reprezentanco.
Z reprezentanco Slovenije je nastopila na Evropskem prvenstvu v rokometu za ženske 2016.